# Роуън (окръг, Кентъки)
Окръг Роуън (на английски: Rowan County) е окръг в щата Кентъки, Съединени американски щати. Площта му е 741 km², а населението - 22 094 души (2000). Административен център е град Морхед.